# Somers
För andra betydelser, se Somers (olika betydelser).
Somers är en kommun (town) i Tolland County i delstaten Connecticut, USA med cirka 10 417 invånare (2000). Den har enligt United States Census Bureau en area på 73,8 km².